# K nebesům dnes zaleť písní
K nebesům dnes zaleť písní je česká mariánská píseň, která se hraje také při pohřbech. Její text napsal ThDr. Josef Konstantin Miklík CSsR, melodii složil Vladimír Juráš v roce 1916. V jednotném kancionále, v němž má přepracovaný text a upravený nápěv, je označena číslem 804. Zde má sedm slok, v původní verzi jich měla devět (vypuštěná byla třetí a osmá sloka). Při mši se může zpívat při vstupu, před evangeliem a při obětním průvodu. Je psána ve tříčtvrtečním taktu a tónině G dur.